# ستايسي لافي
ستايسي لافي (بالإنجليزية: Stacy Levy)‏ هي نحّاتة أمريكية، ولدت في 1960 في فيلادلفيا في الولايات المتحدة.